# Madagascar/Reunion
|  | Denne artikel er oprettet af botten Steenthbot ud fra en ekstern database. Den kan derfor have sproglige fejl eller mangler. Denne skabelon kan fjernes efter kontrol af indholdet. |

[Madagascar/Reunion] er en dansk dokumentarfilm fra 1934.

## Handling
Tekst i filmkassetten:
Nr. 5.
Madagaskar. Markedet i Tamatave og en Tur ud i Landet.
Reunion. Øen Reunion fransk Besiddelse i det indiske Hav.